# Köp inte ryska varor!
Köp inte ryska varor! (ukrainska: "Не купуй російське!", Ne kupuj rosijs'ke) eller Bojkotta ryska varor! (ukrainska: "Бойкотуй російське!", Bojkotuj rosijs'ke!) är en ukrainsk kampanj för att bojkotta ryska varor. Protestkampanjen inleddes augusti 2013, som en reaktion mot ett ryskt importstopp gällande en rad ukrainska varor. Kampanjen sattes igång av det ukrainska nätverket Vidsitj på olika sociala medier. Den fortsatte via massdistribution av flygblad, affischer och dekaler i ett 40-tal städer.
Kampanjen ebbade ut sent 2013, då uppmärksamheten togs över av Euromajdan och dess protestvåg mot landets styrande. Våren 2014 återupptogs kampanjen dock, i samband med Krimkrisen och den uppblossade konflikten i östra Ukraina.

## Orsaker

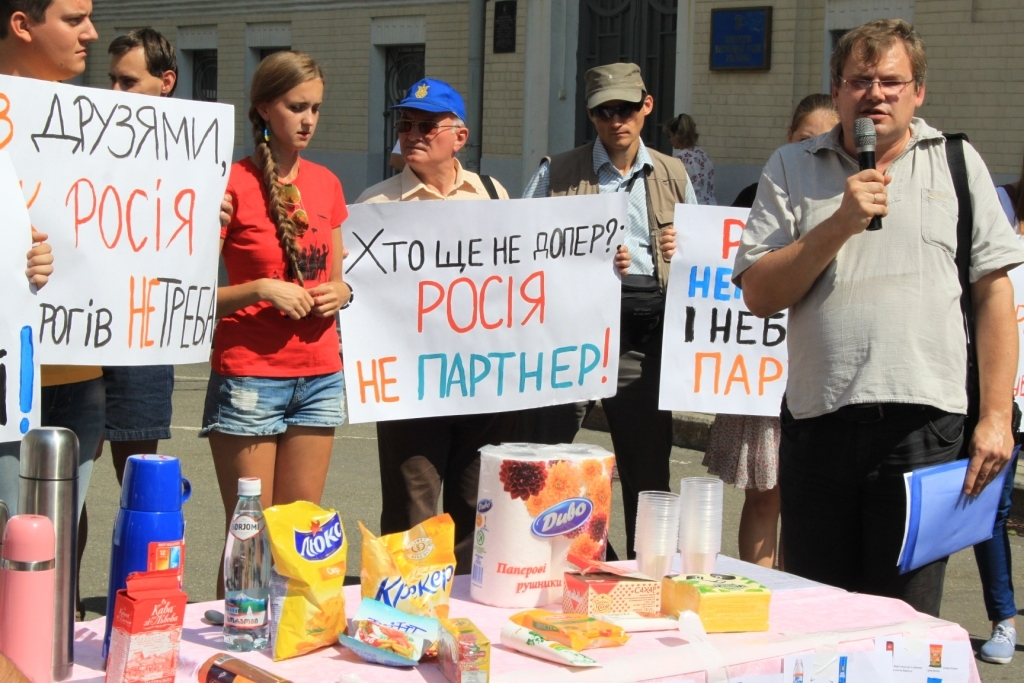
Aktivister protesterar utanför Ukrainas presidentpalats den 22 augusti 2013 mot Rysslands handelsblockad mot Ukraina.

Enligt aktivisterna började kampanjen som ett svar på den serie av ekonomiska stridsåtgärder mot Ukraina, inklusive "Köttkriget", "Ostkriget" och "Chokladkriget". 14 augusti 2013 listade Rysslands tullmyndighet alla ukrainska exportföretag på en "svart lista", vilket i praktiken resulterade i en handelsblockad mot rysk import av ukrainska varor. Vid gränsen bildades snart en kö av flera hundra lastbilar och järnvägsvagnar.

## Bojkotter

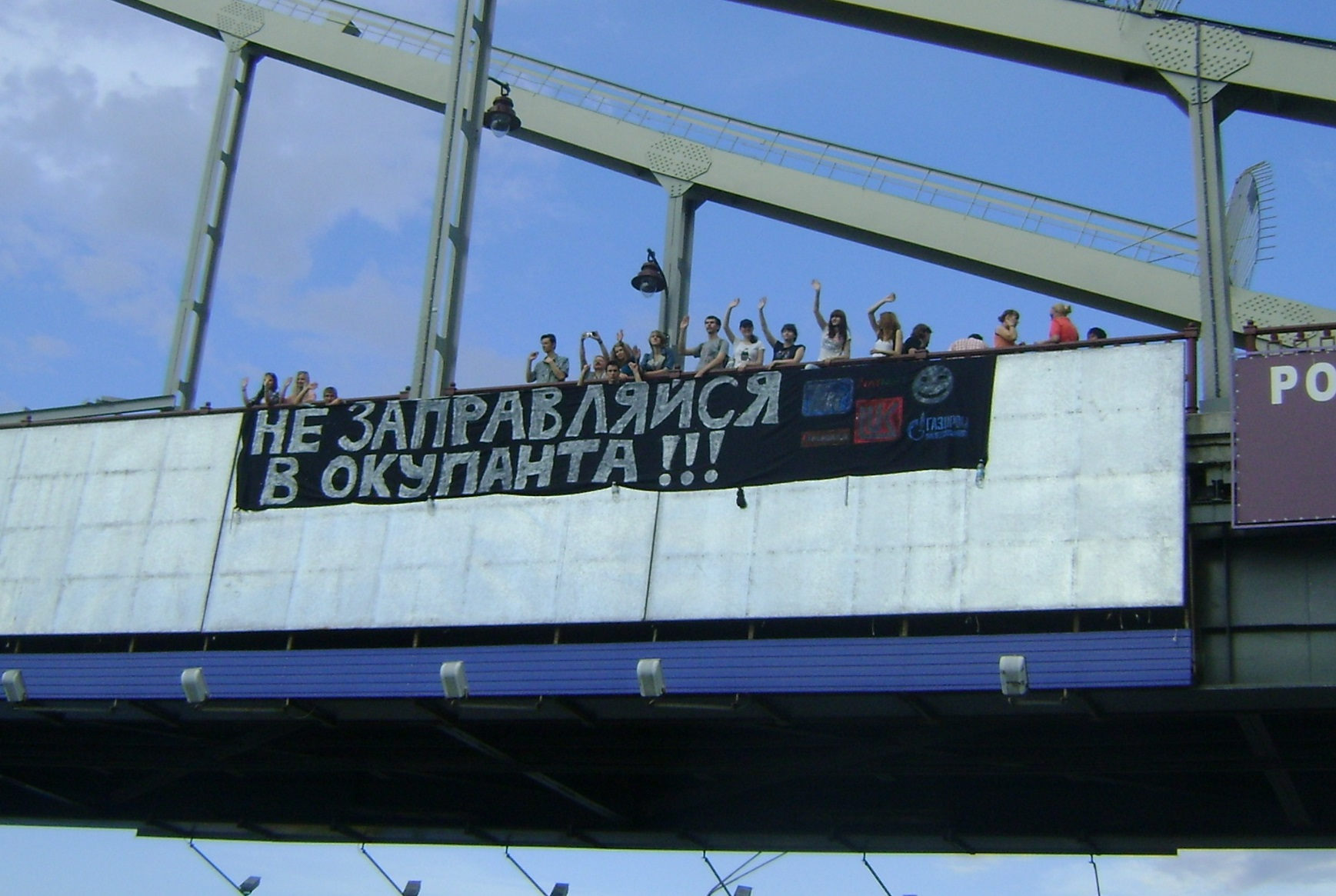
Aktivister visar en banderoll som uppmanar till bojkott mot rysk olja, 29 maj 2014.

### I Ukraina
22 augusti 2013 arrangerades en demonstration vid den ukrainska presidentens administrationsbyggnad i Kiev. Kampanjen fortsatte med spridning av flygblad, affischer och dekaler i ett 40-tal ukrainska städer. 
Karikatyrer av ryska matrjosjka-dockor användes som symbol för kampanjen, som började ebba ut mot slutet av hösten – i samband med Euromajdan.
2 mars 2014 använde aktivister sociala nätverk för att väcka liv i bojkottkampanjen mot alla varor och tjänster med ryska kopplingar. Syftet var att hindra ukrainsk valuta från att nå Ryssland och där kunna användas för att finansiera den ryska militären. Bojkotten lanserades som svar på den uppblossande Krimkrisen (och Rysslands senare annektering av halvön) samt Rysslands engagemang och påstådda inblandning i den militära konflikten i Donetskbäckenet.
Mars 2014 började aktivister organisera flashmob-aktioner i stormarknader, och vid bensinstationer banker och vid konserter. Under sommaren 2014 spreds motsvarande aktioner till ryskägda restauranger och kaféer.
I april 2014 ändrade vissa ryska tillverkare streckkod på sina varor från rysk till ukrainsk kod. Som svar utvecklades en ukrainsk mobilapp (för Android) med namnet Boycott Invaders, med syfte att identifiera ryska varor — inklusive de med falska streckkoder.
Bojkottkampanjen koncentrerade sig i augusti 2014 mot ryska filmer och TV-serier på ukrainska biografer och TV-kanaler.

### Internationell spridning
I början av mars 2014 fick bojkotten viss spridning till andra länder, inklusive Belarus, Lettland, Litauen, Estland, Polen, Moldavien, Georgien, USA och Tjeckien.

## Resultat
Försäljningen av ryska varor i Ukraina sjönk under våren 2014 med 35-50 procent. I maj 2014 slutade vissa ukrainska stormarknader att köpa in ryska varor, och leveranserna av dagligvaror från Ryssland sjönk med över 30 procent.
Standard & Poor's bedömde att ukrainska banker med ryskt kapital från januari till maj 2014 förlorade mer än hälften av sin inlåning.
I samband med Krimkrisen och den uppblossade konflikten i östra Ukraina rasade landets totala import från samtliga länder med 20 procent under de första fyra månader av 2014, jämfört med samma period året innan. För bilimporten var nedgången 70 procent i april jämfört med samma månad 2013, medan livsmedelsimporten samtidigt rasade med 34 procent. Ukrainas köpkraft minskade drastiskt till följd av den politiska turbulensen, som bland annat medfört att den ukrainska valutan, hryvnjan, tappat en tredjedel av sitt värde.

## Kritik
Bojkottkampanjen har också fått kritik från olika håll. Ekonomen Andrij Novak ansåg att den ryska varubojkotten mars 2014 inte förorsakade mer än motsvarande några tiotals miljoner dollar i förluster för Rysslands ekonomi.
Idén med en bojkott stöddes av Fozzy Group, en av Ukrainas största affärskedjor inom dagligvaror, men den stöddes inte av den ukrainska delen av franskägda Auchan och tyskägda Metro-kedjan. Dessa ville inte ta ställning i en som de såg politiserad bojkottkampanj
Andrij Dlihatj, VD för "Advanter Group", manade till att inte bojkotta ryska varor utan att istället koncentrera sig på att köpa varor från Ukraina.
Den ukrainske, ryskspråkige bloggaren Danylo Vachovskyj sade att han medvetet valde att använda sig av ryska Internet-tjänster, eftersom detta enligt hans mening var ett sätt att "stödja en gynnsam miljö för entreprenörskap" i Ryssland. Han sade att "kanske inte är patriotiskt, men att stödja entreprenörer med rubel är ett sätt att ge stöd till utvecklingen av nya projekt, så att världen kan gå framåt".

## Källhänvisningar
1. 1 2  ”У соцмережах українців закликають бойкотувати російські товари” (på ukrainska). Metro AG. 15 augusti 2013. http://tyzhden.ua/News/87066.
2. ↑  Danilova, Maria (15 augusti 2013). ”Russia accused of trade war against Ukraine” (på engelska). Associated Press. Arkiverad från originalet den 16 augusti 2013. http://archive.wikiwix.com/cache/20130816095911/http://bigstory.ap.org/article/russia-accused-trade-war-against-ukraine.
3. ↑  ”Росія оголосила Україні торговельну війну” (på ukrainska). Hromadske.TV. 15 augusti 2013. Arkiverad från originalet den 21 augusti 2013. https://web.archive.org/web/20130821030710/http://gromtv.net/22768-voina-rossiya-voina.
4. ↑  ”Януковича закликали не вважати Росію дружньою державою” (på ukrainska). Radio Liberty. 22 augusti 2013. http://www.radiosvoboda.org/content/article/25083290.html.
5. ↑  ”Активісти оголосили бойкот товарам з РФ (video)” (på ukrainska). 5 Kanal. 22 augusti 2013. http://www.youtube.com/watch?v=9NEJjuQl1zE.
6. ↑  ”Украинцев призывают отказаться от российских товаров” (på ryska). Podrobnosti. Inter. 12 september 2013. http://podrobnosti.ua/podrobnosti/2013/09/12/929829.html.
7. ↑  ”В Україні триває вулична агітація проти російських валянок і матрьошок (video)” (på ukrainska). Maidanua.org. 26 september 2013. http://maidanua.org/2013/09/v-ukrajini-tryvaje-vulychna-ahitatsiya-proty-rosijskyh-valyanok-i-matroshok-video/.
8. 1 2  Back, Alexandra (26 juli 2014). ”Ukraine in campaign to boycott Russian goods, restaurants, sex” (på engelska). The Sydney Morning Herald. http://www.smh.com.au/world/ukraine-in-campaign-to-boycott-russian-goods-restaurants-sex-20140726-zx5zn.html.
9. 1 2  Hrysjko, Lilia (4 april 2014). ”"Бойкот окупантів": Як українці ігнорують російські товари” (på ukrainska). Deutsche Welle. http://www.dw.de/%D0%B1%D0%BE%D0%B9%D0%BA%D0%BE%D1%82-%D0%BE%D0%BA%D1%83%D0%BF%D0%B0%D0%BD%D1%82%D1%96%D0%B2-%D1%8F%D0%BA-%D1%83%D0%BA%D1%80%D0%B0%D1%97%D0%BD%D1%86%D1%96-%D1%96%D0%B3%D0%BD%D0%BE%D1%80%D1%83%D1%8E%D1%82%D1%8C-%D1%80%D0%BE%D1%81%D1%96%D0%B9%D1%81%D1%8C%D0%BA%D1%96-%D1%82%D0%BE%D0%B2%D0%B0%D1%80%D0%B8/a-17542323. – Rzjeutska, Lilia. ”Украинцы бойкотируют российские товары” (på ryska). http://www.dw.de/%D1%83%D0%BA%D1%80%D0%B0%D0%B8%D0%BD%D1%86%D1%8B-%D0%B1%D0%BE%D0%B9%D0%BA%D0%BE%D1%82%D0%B8%D1%80%D1%83%D1%8E%D1%82-%D1%80%D0%BE%D1%81%D1%81%D0%B8%D0%B9%D1%81%D0%BA%D0%B8%D0%B5-%D1%82%D0%BE%D0%B2%D0%B0%D1%80%D1%8B/a-17541658.
10. ↑  "Бойкотуємо товари і бізнес окупантів! Не купуємо нічого російського!" Дамо відсіч зазіханням Росії на Україну, 2014-03-02. Läst 2 december 2014. (ukrainska)
11. ↑  "Українці захищаються від росіян бойкотом їх товарів". ТСН, 1+1, 2014-03-06. (ukrainska)
12. ↑  ”Сьогодні у Чернівцях російські товари "вбивали" активістів – флешмоб у "Сільпо" та на заправці "Лукойл" (photo)” (på ukrainska). chv.tv. 10 april 2014. http://chv.tv/sohodni-u-chernivtsiakh-rosiiski-tovary-vbyvaly-aktyvistiv-fleshmob-u-silpo-ta-na-zapravtsi-lukoil-foto.html.
13. ↑  ”У Сумах також оголосили бойкот російським товарам” (på ukrainska). Lviv Gazeta. 23 mars 2014. Arkiverad från originalet den 24 september 2015. https://web.archive.org/web/20150924041250/http://www.gazeta.lviv.ua/news/2014/03/23/26030. Läst 2 december 2014.
14. ↑  ”Arkiverade kopian” (på ryska). 34 kanal. 1 maj 2014. Arkiverad från originalet den 7 maj 2014. https://web.archive.org/web/20140507030816/http://34.ua/news/view/37098--kak-v-dnepropetrovske-proshlo-bojkotirovanije-rossijskih-zapravok/. Läst 2 december 2014.
15. ↑  ”Українці починають бойкотувати російські АЗС” (på ukrainska). tyzhden.ua. 25 april 2014. http://tyzhden.ua/News/108445.
16. ↑  ”У Києві біля офісів російських банків українців закликають "не платити окупантам"” (på ukrainska). tyzhden.ua. 24 april 2014. http://tyzhden.ua/News/108381.
17. ↑  ”Українці оголосили російським артистам бойкот” (på ukrainska). ТСН.. 3 juni 2014. http://tsn.ua/video/video-novini/ukrayinci-ogolosili-rosiyskim-artistam-boykot.html.
18. ↑  "«Российское убивает»: в Киеве в российских кафе и ресторанах люди падают «замертво». ФОТОрепортаж".. ЦензорНЕТ. 2014-07-25. Läst 2 december 2014. (ukrainska)
19. ↑  "У Києві пікетували «російські» ресторани". Radio Liberty, 2014-06-24. Läst 2 december 2014. (ukrainska)
20. ↑  ”Arkiverade kopian” (på ukrainska). Fakty. ICTV. 9 april 2014. Arkiverad från originalet den 30 augusti 2018. https://web.archive.org/web/20180830111833/https://fakty.ictv.ua/ua/index/read-news/id/1511226/. Läst 2 december 2014.
21. ↑  ”Ukraine-Russie : le boycott 2.0” (på franska). L'informaticien. 3 april 2014. Arkiverad från originalet den 30 augusti 2018. https://web.archive.org/web/20180830082307/https://www.linformaticien.com/actualites/id/32671/ukraine-russie-le-boycott-2-0.aspx. Läst 2 december 2014.
22. ↑  "«Не пустимо в хату російську вату» — театралізована акція під Держкіно". Radio Liberty, 2014-09-04. Läst 2 december 2014. (ukrainska)
23. ↑  "У Києві відбулася акція протесту проти російського кіно". УНН, 2014-09-04. Läst 2 december 2014. (ukrainska)
24. ↑  "Оппозиция в Беларуси призывает бойкотировать российские товары". Naviny.by, 2014-03-03. Läst 2 december 2014. (ryska)
25. ↑  ”As leaders dither, citizens impose own sanctions on Russia” (på engelska). Reuters. 4 mars 2014. Arkiverad från originalet den 30 oktober 2014. https://web.archive.org/web/20141030224849/http://www.reuters.com/article/2014/03/04/us-ukraine-crisis-neighbours-idUSBREA231CJ20140304. Läst 2 december 2014.
26. ↑  "No Russian vodka". Arkiverad 19 augusti 2014 hämtat från the Wayback Machine. INTV, 2014-03-19. Läst 2 december 2014. (ukrainska)
27. ↑  "Поляки, литовці та чехи починають бойкот російських товарів". Zik.ua, 2014-05-03. Läst 2 december 2014. (ukrainska)
28. ↑  ”Російські виробники маскують штрих-коди на своїх товарах, щоб надурити українців” (på ukrainska). ТСН.. 26 mars 2014. http://tsn.ua/groshi/rosiyski-virobniki-maskuyut-shtrih-kodi-na-svoyih-tovarah-schob-naduriti-ukrayinciv-341901.html.
29. ↑  ”У середньому, продаж товарів з РФ впав на 35-50%” (på ukrainska). Ukraine Online. 18 maj 2014. Arkiverad från originalet den 20 maj 2014. https://web.archive.org/web/20140520215902/http://ukr-online.com/economy/5896-u-serednomu-prodazh-tovarv-z-rf-vpav-na-35-50.html.
30. ↑  ”Бойкот российских товаров дал результат: поставки РФ упали на треть” (på ryska). facenews.ua. 14 juni 2014. http://www.facenews.ua/articles/2014/199031/.
31. ↑  ”Російські банки втратили більше 50% вкладів в Україні” (på ukrainska). Ukrajinska Pravda. 14 juli 2014. http://www.pravda.com.ua/news/2014/07/14/7031872/.
32. ↑  "Бойкот російських товарів не є ефективною мірою, удар треба наносити по «Газпрому» — експерт". Arkiverad 6 september 2014 hämtat från the Wayback Machine. 112 Ukraine, 2014-03-28. Läst 2 december 2014. (ukrainska)
33. ↑  "«Ашан» та «Метро» не підтримали бойкот російських товарів". Zaxid.net, 2014-04-14. Läst 2 december 2014. (ukrainska)
34. ↑  "Бойкот російських товарів: за і проти". Arkiverad 26 januari 2016 hämtat från the Wayback Machine. Forbes, 2014-04-01. Läst 2 december 2014. (ukrainska)
35. ↑  "Почему я не поддерживаю бойкот российских товаров и сервисов". Arkiverad 15 oktober 2014 hämtat från the Wayback Machine. Ain.ua, 2014-03-12. Läst 2 december 2014. (ryska)